# Fédération de volley-ball du Congo
La Fédération de volley-ball du Congo (FEVOCO) est une association regroupant les clubs de volley-ball de la République démocratique du Congo et organisant les compétitions nationales et les matchs internationaux de la sélection de la République démocratique du Congo. Elle est membre de la Fédération internationale de volley-ball (FIVB) et de la Confédération africaine de volley-ball (CAVB).

## Liens
- Congosport.net, Portail du sport en République Démocratique du Congo